# 富田町 (徳島市)
富田町（とみだまち）は、徳島県徳島市の町名。新町地区に属している。富田町一丁目から富田町二丁目まで存在する。郵便番号は770-0915。

## 地理
徳島市の東部に位置し、北は銀座、東は両国橋、南は再開発された紺屋町、西は籠屋町に接する。県内有数の商店街に囲まれた一帯で、料亭・喫茶店・バー・飲食店・パチンコ店などが密集する歓楽街。富街（ふがい）とも通称され、阿波の芸所という伝統が現在も脈打っている。

## 歴史
江戸時代から現在の町名。昭和17年からは一丁目から二丁目がある。江戸期は徳島城下の町人町のひとつで、明治22年からは徳島市の町名となる。西は籠屋町、東は新魚町・桶屋町、北は東新町、南は武家地富田。「藩署紀聞」に記載されず、阿波志にも「富田街」と記されるだけで町数・戸数・町形成についても不詳。
昭和17年に桶屋町と新魚町の角一部を編入、当町の一部は紺屋町・両国橋・籠屋町・東新町となる。

## 世帯数と人口
2022年（令和4年）9月1日現在の世帯数と人口は以下の通りである。
| 町丁        | 世帯数 | 人口 |
| ----------- | ------ | ---- |
| 富田町1丁目 | 11世帯 | 16人 |
| 富田町2丁目 | 14世帯 | 25人 |
| 計          | 25世帯 | 41人 |

## 小・中学校の学区
市立小・中学校に通う場合、学区は以下の通りとなる。
| 番地 | 小学校             | 中学校             |
| ---- | ------------------ | ------------------ |
| 全域 | 徳島市立新町小学校 | 徳島市立富田中学校 |

## 交通

### 道路
一般国道
- 国道438号

都道府県道
- 徳島県道136号宮倉徳島線